# Ryszard Kupczak
Ryszard Kupczak (ur. 3 kwietnia 1944 w Krakowie, zm. 23 listopada 2001 w Łodzi) – polski kolarz torowy, mistrz Polski, reprezentant Polski, syn kolarza Józefa Kupczaka, brat kolarza Jerzego Kupczaka.

## Kariera sportowa
Był zawodnikiem Cracovii i od 1966 Włókniarza Łódź. W 1966 został mistrzem Polski w sprincie. Trzykrotnie zdobył wicemistrzostwo Polski (1963 - tandemy (z Janem Mikuliszynem), 1965 - sprint i 1000 m ze startu zatrzymanego), dwukrotnie został brązowym medalistą mistrzostw Polski (1964 - sprint i tandemy). W 1963 pobił rekord Polski na 200 ze startu lotnego w tandemach wynikiem 10.8 (z Jerzym Szymańskim).
W 1966 reprezentował Polskę na mistrzostwach świata, odpadając jednak w eliminacjach sprintu i tandemów (z Andrzejem Kosewskim).
Po zakończeniu kariery zawodniczej pracował jako trener we Włókniarzu Łódź.
Został pochowany na cmentarzu rzymskokatolickim Matki Bożej Nieustającej Pomocy w Łodzi (kw. 2, rz. 9a, gr. 15).